# Anime×Music Collaboration 39 '02-'07
『Anime×Music Collaboration 39 '02-'07』は、2008年3月26日に発売されたコンピレーション・アルバム。
販売元はソニー・ミュージックエンタテインメント、発売レーベルは同社内のミュージックレイン。

## 概要
2008年時点では珍しいとされる、「アニメの放映時間枠だけで集めたアルバム」である。
2008年3月までMBS・TBS系列で放送されていた毎日放送制作土曜夕方6時枠のアニメ（通称、土6）のアニメーション作品の主題歌・挿入歌のうち、ソニー・ミュージックエンタテインメント系のレーベルに所属のアーティストによる楽曲を合計39曲を収録したアルバム。各ディスクとも収録曲数は13曲に統一されている。そのため、同一作品でも収録ディスクが分かれているものがある。
特典として収録7作品のポストカードが封入されている。

## 売り上げ
オリコンランキング最高位は10位で、ランキング12回登場を記録。
2008年5月までに出荷枚数は6万枚を突破。購買層は10代後半から30代まで幅広い。アニメ作品やアーティストにはコアなファンも多く、2000年代前半のヒット曲を聴く目的などでも買われている。

## 収録アニメ作品
- 機動戦士ガンダムSEED
- 鋼の錬金術師
- 機動戦士ガンダムSEED DESTINY
- BLOOD+
- 天保異聞 妖奇士
- 地球へ…
- 機動戦士ガンダム00（ファーストシーズン）

## 収録曲

### DISC1
1. INVOKE/T.M.Revolution
2. moment/Vivian or Kazuma
3. Believe/玉置成実
4. RIVER/石井竜也
5. Realize/玉置成実
6. FIND THE WAY/中島美嘉
7. Meteor -ミーティア-/T.M.Revolution
8. メリッサ/ポルノグラフィティ
9. 消せない罪/北出菜奈
10. READY STEADY GO/L'Arc〜en〜Ciel
11. 扉の向こうへ/YeLLOW Generation
12. UNDO/COOL JOKE
13. Motherland/Crystal Kay

### DISC2
1. リライト/ASIAN KUNG-FU GENERATION
2. I Will/Sowelu
3. ignited -イグナイテッド-/T.M.Revolution
4. Reason/玉置成実
5. PRIDE/HIGH and MIGHTY COLOR
6. 僕たちの行方/高橋瞳
7. I Wanna Go To A Place.../Rie fu
8. Wings of Words/CHEMISTRY
9. vestige -ヴェスティージ-/T.M.Revolution
10. 青空のナミダ/高橋瞳
11. 語り継ぐこと/元ちとせ
12. SEASON'S CALL/HYDE
13. CRY NO MORE/中島美嘉

### DISC3
1. Colors of the Heart/UVERworld
2. This Love/アンジェラ・アキ
3. 雷音/ジン
4. Brand New Map/K
5. 流星ミラクル/いきものがかり
6. Winding Road/ポルノグラフィティ
7. LONE STAR/キャプテンストライダム
8. 愛という言葉/紗希
9. endscape/UVERworld
10. Love is.../加藤ミリヤ
11. JET BOY JET GIRL/高橋瞳
12. This Night/CHEMISTRY
13. DAYBREAK'S BELL/L'Arc〜en〜Ciel